# Eugenio Cajés
Eugenio Cascese, Caxiesi, Cajés, Cages o Caxés (Madrid, 1575 - Madrid, 15 de desembre de 1634) fou un pintor espanyol del Manierisme.

## Biografia
Fill del pintor Patricio Cascese, d'Arezzo (1544-1611), qui va treballar a El Escorial cap a 1567, si bé es va començar a formar al taller del seu pare, va marxar a Roma a ampliar els seus estudis, on va estar vivint amb el també pintor Jusepe Martínez (1595). Va tornar a Espanya el 1598 i es va casar amb la filla d'un fuster de l'Escorial.
Des de 1602 va signar els seus propis quadres i afermar el seu prestigi a la Cort. El 1605 va pintar Abraçada de Sant Joaquim i Santa Anna (Acadèmia de San Fernando, Madrid) i va començar la seva carrera el 1606; va pintar per Felip III de Castella el 1608 alguns frescs del Palau del Pardo. Va ser nomenat pintor real el 1612.
Va col·laborar amb Vicente Carducho en els frescos de la capella de Verge del Sagrari (1615-1616) de la Catedral de Toledo. A les capelles laterals, que va decorar tot sol, va mostrar el seu interès pels efectes de llum artificial de tradició veneciana en els llenços d'evangelistes i sants. Va pintar una Santa Leocadia(1616) per a l'església del mateix nom i també amb Vicente Carducho el gran retaule del monestir de Guadalupe.
Es va casar de nou el 1618 a Madrid i és citat també en aquells dies com a escultor d'ivori.
Potser la seva última obra, de tema profà, són els dos quadres de batalles realitzats per al Saló de Regnes del Palacio del Buen Retiro (Madrid), realitzats l'any de la seva mort, el 1634, però que van haver de ser acabats pels seus deixebles Luis Fernández i Antonio de Puga, un dels quals ja no existeix, i el que queda és La recuperació de Sant Joan de Puerto Rico . Entre les seves moltes obres, se li atribueix un retrat de Lope de Vega.

## Producció artística
Es va mostrar en les seves primeres obres indecís entre entre els models del Renaixement i el naturalisme italià, com demostra la seva Assumpció del Museu Cerralbo de Madrid. Al principi es noten les influències de pintors com Antonio Allegri da Correggio, fins i tot va realitzar còpies de les obres d'aquest pintor, com els quadres de Leda i El rapte de Ganímedes, que es conserven al Museu del Prado. Per les formes, toves i suaument modelades, són característics les seves vestidures amanerades, tractades capritxosament, amb un cromatisme pla i sense contrastos de llum. La seva tècnica esbossada i el seu escàs interès per la bellesa per se de les seves models.